# Aschbach (Gemeinde Mariazell)
Aschbach ist eine Rotte und eine Ortschaft in der österreichischen Stadtgemeinde Mariazell mit 53 Einwohnern (Stand 1. Jänner 2024).

## Geschichte
Der Hochofenstock ist eines der wenigen Zeugnisse der montanistischen Geschichte der Gemeinde Gußwerk, das sich noch in einem relativ guten baulichen Zustand befindet. Beim Hochofenstock in Aschbach handelt es sich um einen in Steinmauerwerk errichteten Turm mit einer annähernd quadratischen Grundrissform. Es ist dies der letzte Rest der Marienhütte, in der das beim Bergbau Sohlen gewonnene Erz verhüttet wurde.
Nach der Auflassung des alten Hochofens am Niederalpl erbaute Anton Fischer, der Alleinbesitzer der Marienhütte, im Jahre 1850 die Marienhütte. Der neue Hochofen war 12,6 m hoch und hatte eine Tagesleistung von fünf bis sieben Tonnen Eisen. Im Hochofen war der Winderhitzer eingebaut. Das Gebläse wurde mit Wasserkraft angetrieben. Der Hochofen erzeugte Weißeisen und das Eisen für einfache Güsse des Eigenbedarfes. Der Hochofen in Aschbach wurde im Mai 1891 ausgeblasen. In den 1890er-Jahren wurde er für damals 1,4 Millionen Schilling umgebaut. 
1908 wurde die flächenmäßig drittgrößte Gemeinde Österreichs von Aschbach auf Gußwerk umbenannt. 
1983 wurde die Volksschule aus Mangel an Schülern aufgelassen. Seitdem zogen immer mehr Einwohner in größere Städte.

## Besondere Bauwerke
| Name                          | Standort        | Beschreibung |
| ----------------------------- | --------------- | --- |
| Hochofenstock                 | bei Aschbach 15 | Der Hochofenstock ist der letzte noch sichtbare Rest der 1850 errichteten Marienhütte. Es handelt sich um einen annähernd quadratisch errichteten Turm aus Steinquadern, der bis 1891 in Betrieb war. |
| Ehem. Arbeiterwohnhaus        | Aschbach 20     | Wohnhaus für die Arbeiter der Marienhütte. |
| Landhaus                      | Aschbach 22     | |
| Gasthof Bieber                | Aschbach 9      | |
| Landsitz Familie Trauttenberg | Aschbach 2      | |